# Франц, Фердинанд
Фердина́нд Франц (исп. Ferdinand Frantz; 1906—1959) — немецкий оперный певец (Бас, бас-баритон).

## Биография
В детстве пел в хоре в родном Касселе, с 16 - ти лет исполнял небольшие сольные партии. Как оперный певец занимался частным образом (в основном самостоятельно). 
Дебютировав на оперной сцене в 1927 году в партии Германа Ортеля («Нюрнбергские мейстерзингеры»), исполнял репертуар низкого баса. В 1930—1932 пел в Галльском оперном театре, в 1932—1937 — в Хемнице, в 1937—1943 — в Гамбургском оперном театре, с 1943 до конца жизни — в Баварской государственной опере. После переезда в Мюнхен практически полностью перешёл на (ранее исполнявшийся эпизодически) репертуар бас - баритона, а также героического баритона (Яго, Иоканаан, Фридрих Тельрамунд). Исполнял партию баса - соло в 9 - й симфонии Л. ван Бетховена.
Прославился как вагнеровский певец, прежде всего как исполнитель партий Вотана / Странника («Кольцо нибелунга») и Ганса Сакса («Нюрнбергские мейстерзингеры»).
Жена — Хелена Браун (1903—1990), драматическое сопрано.